# Lacuna
Lacuna — род морских брюхоногих моллюсков из семейства литторин. Включает как ныне живущие, так и ископаемые виды.

## Строение
Тело удлиненное. Рот вытянут в хоботок с двумя толстыми губами и спиральной нитевидной радулой. Есть два тонких эластичных щупальца с глазами на маленьких ножках у основания. Нога овальная, немного расширяющаяся кзади.
Тонкая раковина имеет яйцевидно-коническую или почти шаровидную форму и покрыта нежным роговым периостракумом. У неё короткий шпиль с выпуклыми оборотами, которые быстро расширяются. Последний оборот вентрикозный, то есть вздутый в середине. Вершина довольно тупая. Овальное или округлое устье прикрыто роговой крышечкой со спиральным рисунком. Перистом сзади неполный. Колумелла уплощена и образует с перистомом удлиненную бороздку, продолжающуюся от пупка. Эта бороздка ограничена изнутри изогнутым краем столба.

## Виды
На декабрь 2024 года в подсемейство включают 35 видов:
1. Lacuna amaura Cossmann, 1888 †
2. Lacuna carinifera A. Adams, 1853
3. Lacuna cleicecabrale J. Barros, 1994
4. Lacuna crassior (Montagu, 1803)
5. Lacuna decorata A. Adams, 1861
6. Lacuna dialyta Cossmann, 1896 †
7. Lacuna dutemplii Deshayes, 1861 †
8. Lacuna globulosa Deshayes, 1861 †
9. Lacuna grandis Cossmann, 1902 †
10. Lacuna houdasi Cossmann, 1913 †
11. Lacuna intermedia Makiyama, 1927 †
12. Lacuna latifasciata A. Adams, 1863
13. Lacuna lepidula A. Adams, 1863
14. Lacuna lukinii (A. N. Golikov & Gulbin, 1978)
15. Lacuna marmorata Dall, 1919
16. Lacuna minor (Dall, 1919)
17. Lacuna orientalis (A. N. Golikov & Kussakin, 1985)
18. Lacuna pallidula (da Costa, 1778)
19. Lacuna parva (da Costa, 1778)
20. Lacuna porrecta P. P. Carpenter, 1864
21. Lacuna pulchella Deshayes, 1861 †
22. Lacuna pumilio E. A. Smith, 1890
23. Lacuna reflexa Dall, 1884
24. Lacuna rimosa Ilyina, 1993 †
25. Lacuna sigaretina Deshayes, 1861 †
26. Lacuna smithii Pilsbry, 1895
27. Lacuna succinea S. S. Berry, 1953
28. Lacuna sulcifera Cossmann, 1896 †
29. Lacuna turneri (Dall, 1886)
30. Lacuna turrita A. Adams, 1861
31. Lacuna uchidai (Habe, 1953)
32. Lacuna unifasciata P. P. Carpenter, 1857
33. Lacuna vaginata (Dall, 1918)
34. Lacuna variegata P. P. Carpenter, 1864
35. Lacuna vincta (Montagu, 1803)